# Сурский, Олег Константинович
Оле́г Константи́нович Су́рский (3 сентября 1926, Владикавказ — 7 декабря 1990, Арзамас-16) — советский учёный-физик, доктор физико-математических наук (1981), лауреат Ленинской премии (1962), специалист в области ядерной физики, стоявший у истоков работ по созданию «ядерного щита» СССР.
Основоположник направления в диагностике плотной термоядерной плазмы. Главными направлениями научной деятельности О. К. Сурского являлись вопросы, связанные с разработкой систем термоядерного оружия и диагностикой их параметров.

## Биография
Родился 3 сентября 1926 года в семье командира РККА. Школьные годы прошли на Дальнем Востоке.
В 1947 году был принят на только что созданный физико-технического факультет МГУ. Преддипломную практику прошёл в Физическом институте АН СССР.
После окончания в 1952 году МГУ (первый выпуск МФТИ) по специальности «Радиофизика» с квалификацией инженера-физика был направлен на работу в КБ-11 (ныне РФЯЦ-ВНИИЭФ), на закрытый объект (ныне город Саров).
В 1952—1958 годах принимал участие в модельных измерениях на испытательных площадках КБ-11, занимался созданием новой измерительной техники, разработкой и применением метода нейтронного анализа микроколичеств ряда изотопов.
За выполнение специального задания Правительства в 1954 году был награждён медалью «За трудовую доблесть».
O.K. Сурским совместно с Ю. А. Зысиным было обнаружено явление дисперсии нейтронов в плотной плазме ядерного взрыва и на этой основе была разработана методика регистрация температуры горения газа (РТГ) в термоядерных зарядах.
С 1958 года трудовая и научная деятельность О. К. Сурского была связана с проведением физических измерений натурных испытаний ядерного и термоядерного оружия на полигонах Семипалатинска и Новой Земли; а также с разработкой, развитием и совершенствованием созданных им методик физических измерений и аппаратуры для определения параметров физических процессов, сопровождающих термоядерный взрыв и являющихся важным заключительным этапом в разработке и испытаниях термоядерного оружия.
В 1962 году за разработку и внедрение методов физических измерений и аппаратур присуждена Ленинская премия и присвоено звание «Лауреат Ленинской премии».
В 1968 году им была начата разработка схем оптического квантового генератора (лазера).
По этому направлению им был проведен широкий круг исследований, завершившийся в 1971 году предложением схемы генератора, обладающего уникальными параметрами.
Разработанная им схема мощного лазера широко обсуждалась в научных кругах ведущих институтов страны и признана изобретением.
На этот вариант схемы им получено авторское свидетельство.
В 1981 году защитил диссертацию на соискание ученой степени доктора физико-математических наук.
Вёл исследования спектра и анизотропии спектра ДТ-нейтронов источника типа плазменного фокуса с целью установления механизма образования в нём нейтронов. Результаты исследований опубликованы в журнале «Письма в Журнал экспериментальной и теоретической физики» (Письма в ЖЭТФ) в 1982—1983 годах.
Длительное время был членом секции Научно-технического совета Министерства, председателем постоянно действующей комиссии Министерства по нейтронным измерениям, экспертом Высшей аттестационной комиссии (ВАК).
Во ВНИИЭФ занимал должности начальника группы, лаборатории, отдела, заместителя начальника сектора (отделения).
Большое внимание уделял подготовке научных кадров: ряд сотрудников под его научным руководством защитил кандидатские диссертации.
Научная деятельность O.K. Сурского положила начало целому направлению в диагностике плотной термоядерной плазмы. Его имя снискало широкую известность в СССР и за рубежом.
Ряд его идей и оригинальных решений защищены авторскими свидетельствами.
Внес выдающийся вклад в создание экспериментальных полигонных методов исследований работы ядерных и термоядерных зарядов.
На протяжении более чем трёх десятилетий, фундаментальных для исследования ядерных и термоядерных процессов, то есть периода активной разработки и испытаний ядерного и термоядерного оружия, O.K. Сурский проделал колоссальную работу по измерению физических величин сотен испытаний на полигонах Семипалатинска и Новой Земли.
Последний раз проводил физические измерения подземных испытаний на Семипалатинском полигоне в конце 1988 — начале 1989 годов.
Во время проведения ядерных испытаний в 60-80 годы XX века создатели ядерного оружия в полной мере пользовались надежными экспериментальными данными, полученными О. К. Сурским, по одной из основных характеристик ядерных зарядов.

## Награды
- 1954 — медаль «За трудовую доблесть»
- 1962 — Ленинская премия
- 1970 — медаль «За доблестный труд. В ознаменование 100-летия со дня рождения Владимира Ильича Ленина»
- 1978 — медаль «Ветеран труда»